# Mecze reprezentacji Polski w piłce siatkowej kobiet w Pucharze Świata

## Mecze Polski

### Puchar Świata 2003
| Nr | Przeciwnik        | Miejsce   | Data         | Wynik (Polska-przeciwnik)               | Impreza        | Raport |
| -- | ----------------- | --------- | ------------ | --------------------------------------- | -------------- | ------ |
| 1  | Turcja            | Kagoshima | 1 listopada  | 3:2 (26:28, 27:25, 20:25, 25:11, 15:12) | Runda finałowa |        |
| 2  | Dominikana        | Kagoshima | 2 listopada  | 1:3 (21:25, 17:25, 27:25, 21:25)        | Runda finałowa |        |
| 3  | Brazylia          | Kagoshima | 3 listopada  | 0:3 (19:25, 18:25, 18:25)               | Runda finałowa |        |
| 4  | Kuba              | Sendai    | 5 listopada  | 0:3 (19:25, 25:27, 25:27)               | Runda finałowa |        |
| 5  | Chiny             | Sendai    | 6 listopada  | 0:3 (16:25, 19:25, 17:25)               | Runda finałowa |        |
| 6  | Stany Zjednoczone | Sapporo   | 8 listopada  | 3:2 (25:21, 31:29, 22:25, 21:25, 15:12) | Runda finałowa |        |
| 7  | Włochy            | Sapporo   | 9 listopada  | 0:3 (15:25, 17:25, 22:25)               | Runda finałowa |        |
| 8  | Japonia           | Sapporo   | 10 listopada | 2:3 (22:25, 20:25, 25:22, 25:23, 11:15) | Runda finałowa |        |
| 9  | Argentyna         | Osaka     | 13 listopada | 3:0 (25:16, 25:18, 25:21)               | Runda finałowa |        |
| 10 | Korea Południowa  | Osaka     | 14 listopada | 3:0 (25:19, 27:25, 25:21)               | Runda finałowa |        |
| 11 | Egipt             | Osaka     | 15 listopada | 3:0 (25:16, 25:15, 25:10)               | Runda finałowa |        |

### Puchar Świata 2007
| Nr | Przeciwnik        | Miejsce   | Data         | Wynik (Polska-przeciwnik)               | Impreza        | Raport |
| -- | ----------------- | --------- | ------------ | --------------------------------------- | -------------- | ------ |
| 1  | Brazylia          | Hamamatsu | 2 listopada  | 0:3 (12:25, 20:25, 22:25)               | Runda finałowa |        |
| 2  | Peru              | Hamamatsu | 3 listopada  | 3:0 (25:17, 25:17, 25:16)               | Runda finałowa |        |
| 3  | Stany Zjednoczone | Hamamatsu | 4 listopada  | 1:3 (21:25, 25:12, 25:27, 17:25)        | Runda finałowa |        |
| 4  | Kuba              | Sendai    | 6 listopada  | 2:3 (25:21, 24:26, 25:22, 21:25, 13:15) | Runda finałowa |        |
| 5  | Kenia             | Sendai    | 7 listopada  | 3:0 (25:12, 25:10, 25:15)               | Runda finałowa |        |
| 6  | Włochy            | Sapporo   | 9 listopada  | 0:3 (15:25, 15:25, 18:25)               | Runda finałowa |        |
| 7  | Japonia           | Sapporo   | 10 listopada | 2:3 (25:19, 23:25, 25:18, 22:25, 12:15) | Runda finałowa |        |
| 8  | Serbia            | Sapporo   | 11 listopada | 3:2 (24:26, 25:23, 25:12, 19:25, 15:10) | Runda finałowa |        |
| 9  | Dominikana        | Nagoja    | 14 listopada | 3:0 (25:14, 25:14, 25:18)               | Runda finałowa |        |
| 10 | Korea Południowa  | Nagoja    | 15 listopada | 3:1 (25:20, 20:25, 25:23, 25:19)        | Runda finałowa |        |
| 11 | Tajlandia         | Nagoja    | 16 listopada | 3:0 (25:15, 25:17, 25:22)               | Runda finałowa |        |

## Bilans spotkań według krajów
| Lp.   | Reprezentacja     | Liczba meczów | Wygrane | Wygrane | Wygrane | Przegrane | Przegrane | Przegrane | Bilans meczów wygrane:przegrane | Bilans setów wygrane:przegrane |
| Lp.   | Reprezentacja     | Liczba meczów | 3:0     | 3:1     | 3:2     | 2:3       | 1:3       | 0:3       | Bilans meczów wygrane:przegrane | Bilans setów wygrane:przegrane |
| ----- | ----------------- | ------------- | ------- | ------- | ------- | --------- | --------- | --------- | ------------------------------- | ------------------------------ |
| 1     | Argentyna         | 1             | 1       | -       | -       | -         | -         | -         | 1:0                             | 3:0                            |
| 2     | Brazylia          | 2             | -       | -       | -       | -         | -         | 2         | 0:2                             | 0:6                            |
| 3     | Chiny             | 1             | -       | -       | -       | -         | -         | 1         | 0:1                             | 0:3                            |
| 4     | Dominikana        | 2             | 1       | -       | -       | -         | 1         | -         | 1:1                             | 4:3                            |
| 5     | Egipt             | 1             | 1       | -       | -       | -         | -         | -         | 1:0                             | 3:0                            |
| 6     | Japonia           | 2             | -       | -       | -       | 2         | -         | -         | 0:2                             | 4:6                            |
| 7     | Kenia             | 1             | 1       | -       | -       | -         | -         | -         | 1:0                             | 3:0                            |
| 8     | Korea Południowa  | 2             | 1       | 1       | -       | -         | -         | -         | 2:0                             | 6:1                            |
| 9     | Kuba              | 2             | -       | -       | -       | 1         | -         | 1         | 0:2                             | 2:6                            |
| 10    | Peru              | 1             | 1       | -       | -       | -         | -         | -         | 1:0                             | 3:0                            |
| 11    | Serbia            | 1             | -       | -       | 1       | -         | -         | -         | 1:0                             | 3:2                            |
| 12    | Stany Zjednoczone | 2             | -       | -       | 1       | -         | 1         | -         | 1:1                             | 4:5                            |
| 13    | Tajlandia         | 1             | 1       | -       | -       | -         | -         | -         | 1:0                             | 3:0                            |
| 14    | Turcja            | 1             | -       | -       | 1       | -         | -         | -         | 1:0                             | 3:2                            |
| 15    | Włochy            | 2             | -       | -       | -       | -         | -         | 2         | 0:2                             | 0:6                            |
| Razem | Razem             | 22            | 7       | 1       | 3       | 3         | 2         | 6         | 11:11                           | 41:40                          |

Aktualizacja po PŚ 2007.

## Bilans spotkań według edycji
| Rok   | Edycja | Miejsce | Liczba meczów | Zwycięstwa | Porażki | Sety  | Trener           |
| ----- | ------ | ------- | ------------- | ---------- | ------- | ----- | ---------------- |
| 2003  | IX     | 8.      | 11            | 5          | 6       | 18:22 | Andrzej Niemczyk |
| 2007  | X      | 6.      | 11            | 6          | 5       | 23:18 | Marco Bonitta    |
| Razem | Razem  | Razem   | 22            | 11         | 11      | 41:40 |                  |